# بيرسيفال أبلباي
بيرسيفال أبلباي هو عسكري كندي، ولد في 27 يونيو 1894 في Cape Breton Regional Municipality ‏ في كندا، وتوفي في مايو 1968 في Middleton, Nova Scotia ‏ في كندا.